# Артюхівське нафтогазоконденсатне родовище
Артюхівське нафтогазоконденсатне родовище — належить до Талалаївсько-Рибальського нафтогазоносного району Східного нафтогазоносного регіону України.

## Опис
Розташоване в Сумській області на відстані 16 км від м. Ромни.
Знаходиться в північно-західній частині приосьової зони Дніпровсько-Донецької западини в межах Артюхівсько-Анастасівського структурного валу.
Підняття виявлене в 1966-67 рр.
Структура — брахіантикліналь субширотного простягання, розміри по ізогіпсі — 3950 м 4,2х2,0 м, амплітуда 55 м.
Поклади пластові, склепінчасті, тектонічно екрановані та літологічно обмежені. Перший промисл. приплив газу отримано в 1968 р. з нижньовізейських г.п. в інтервалі 4230-4256 м. Колектори — різнозернисті пісковики та алевроліти. Режим нафтового Покладу активний водонапірний. Режим газоконденсатних скупчень газовий з проявом водонапірного.
Експлуатується з 1975 р. Запаси початкові видобувні категорій А+В+С1 — 3132 тис.т нафти; розчиненого газу 333 млн. м³; конденсату — 3114 тис. т. Густина дегазованої нафти 839 кг/м³. Вміст сірки 0,06 мас.%.